# غوس هارت
غوس هارت (بالإنجليزية: Gus Hart)‏ هو لاعب اتحاد الرغبي نيوزيلندي، ولد في 28 مارس 1897 في أوكلاند في نيوزيلندا، وتوفي بنفس المكان في 1 فبراير 1965.

## وصلات خارجية
- غوس هارت عل موقع إسبنسكروم (الإنجليزية)